# Évry (Essonne)
Évry – miejscowość i dawna gmina we Francji, w regionie Île-de-France, w departamencie Essonne. W 2016 roku populacja ówczesnej gminy wynosiła 55 425 mieszkańców. Przez miejscowość przepływa Sekwana.
W dniu 1 stycznia 2019 roku z połączenia dwóch ówczesnych gmin – Courcouronnes oraz Évry – powstała nowa gmina Évry-Courcouronnes. Siedzibą gminy została miejscowość Évry.

## Nazwa
Początkowo miasto nazywało się Évry-sur-Seine ("Évry nad Sekwaną"). Nazwa Évry pochodzi od celtyckiej nazwy Eburacon lub Eburiacos, co oznacza "grunty Eburu". Po zdobyciu przez Rzymian nazwę zmieniono na łacińskie Apriacum, Avriacum i wreszcie Evriacum. W 1881 roku nazwę miasta zmieniono na Évry-Petit-Bourg na wniosek Paula Decauville, właściciela Ateliers de Petit-Bourg, wielkiego producenta kotłów i największego pracodawcy w regionie. 29 czerwca 1965 nazwa została skrócona do Évry. Évry stało się jednym z pięciu "nowych miast" w regionie Paryża i nazwa "Petit-Bourg" (małe miasto) została zniesiona, jako zbyt przestarzała.

## Przedsiębiorstwa i instytucje
Évry jest położone blisko lotniska Orly, które było w latach 60. głównym paryskim lotniskiem, dlatego otworzyło tutaj swoje przedstawicielstwa wiele międzynarodowych spółek przemysłowych i handlowych. Niektóre później zamknięto, ale do dziś znajdują się tu na przykład siedziby francuskiego producenta silników lotniczych i pocisków SNECMA, firmy Arianespace, hoteli grupy ACCOR oraz sieci sklepów Carrefour. Évry jest centrum badań technologicznych i naukowych, na przykład w zakresie technologii genetycznej lub w kosmonautyce. Znajduje się tu Université d´Évry-Val d´Essone i wiele innych uniwersytetów, instytutów i wydziałów z około 16000 studentów.

## Ważniejsze budynki
Przy budowie nowego centrum miasta (w pobliżu stacji kolejowej Évry-Courcouronnes), starano się nadać mu silnie miejski charakter, i tak powstał kompleks budynków wokół placu L'Agora z ratuszem, katedrą oraz centrum handlowym Évry 2.
- Katolicka katedra Zmartwychwstania Pańskiego i św. Korbiniana, wybudowana w latach 1992–1995 według projektu szwajcarskiego architekta Mario Botty.

Ponieważ ponad 25% ludności Évry to imigranci, istnieją również świątynie innych wyznań:
- Wielki Meczet, ukończony w 1994 r., dla 1500 wiernych, jeden z największych w Zachodniej Europie.
- Wielka Pagoda Khan-Anh wspólnoty buddyjskiej, która jest budowana od 1996 r. na obszarze blisko jednej czwartej Parc Lievres i powinna być ukończona w 2010 roku.

## Edukacja
- Institut Mines-Télécom Business School

## Rozwój liczby ludności
Liczba mieszkańców

## Miasta partnerskie
- Bexley – Wielka Brytania
- Esteli – Nikaragua
- Kayes – Mali
- Chan Junis – Palestyna
- Troisdorf – Niemcy
- Nowy Targ – Polska